# Dinolestes lewini
Dinolestes lewini är en fiskart som först beskrevs av Griffith och Smith 1834.  Dinolestes lewini är ensam i släktet Dinolestes och i familjen Dinolestidae. Inga underarter finns listade i Catalogue of Life.
Arten förekommer i havet vid södra och sydöstra Australien. Den lever nära vikar eller vid klippiga rev vid ett djup upp till 65 meter. Dinolestes lewini har en maximallängd av 85 cm. Det vetenskapliga släktnamnet är bildat av de grekiska orden deino (fruktansvärd) och lestes (tjuv).